# Богдан Йорданов
Богдан Драгнев Йорданов е български юрист, професор и доктор по право, преподавател в различни университети.

## Биография и дейност
Богдан Йорданов е специалист по административно право, държавна служба и местно самоуправление.
Автор на статии, монографии и книги.
Адвокат и член на Бургаската адвокатската колегия.
През 2014 г. е сред петимата най-добри в професията на класацията за годишните награди за правосъдие „Темида – цената на истината 2014“.  Лауреат на наградата „Адвокат на годината – 2015“ на Съюза на юристите в България (СЮБ).

## Публикации
1. „Държавният служител – теоретични концепции, законодателство и съдебна практика“, „Сиела“, София (2005)
2. „Правен режим на държавната служба“, „Сиела“, София (2002) (с проф.д-р Е.Къндева)
3. „Административнопроцесуален кодекс – Коментар“, „Сиела“, София (2006) (в съавторство) [2]